# Monti Koksujskij
I monti Koksujskij (in russo  Коксуйский хребет?, Koksuiskij chrebet) sono una catena montuosa nella parte occidentale dei monti Altaj, nella Siberia meridionale, in Russia. La catena corre lungo il confine tra la Repubblica dell'Altaj e la Regione del Kazakistan Orientale.

## Geografia
La catena montuosa ha una lunghezza di circa 70 km e un'altezza media di 2 000-2 100 m, il punto più alto è il monte Linejskij Belok, 2 598 m. La catena si trova a sud dei monti Korgonskij e confina a ovest con i Tigireckij. Scende dai monti Koksujskij la Nočnaja (Ночная), affluente della Koksa.
Le montagne sono composte principalmente da scisti cristallini, gneiss, rocce metamorfiche, e tufogeniche. Sulle pendici settentrionali, fino a 1 700-1 800 m ci sono boschi di taiga (abeti, larice, Cedrus), a sud prati erbosi. Ad altezze superiori, ci sono prati alpini e subalpini. Sopra i 2200 è presente la taiga di ghiaia e licheni.